# Cultura de Huari

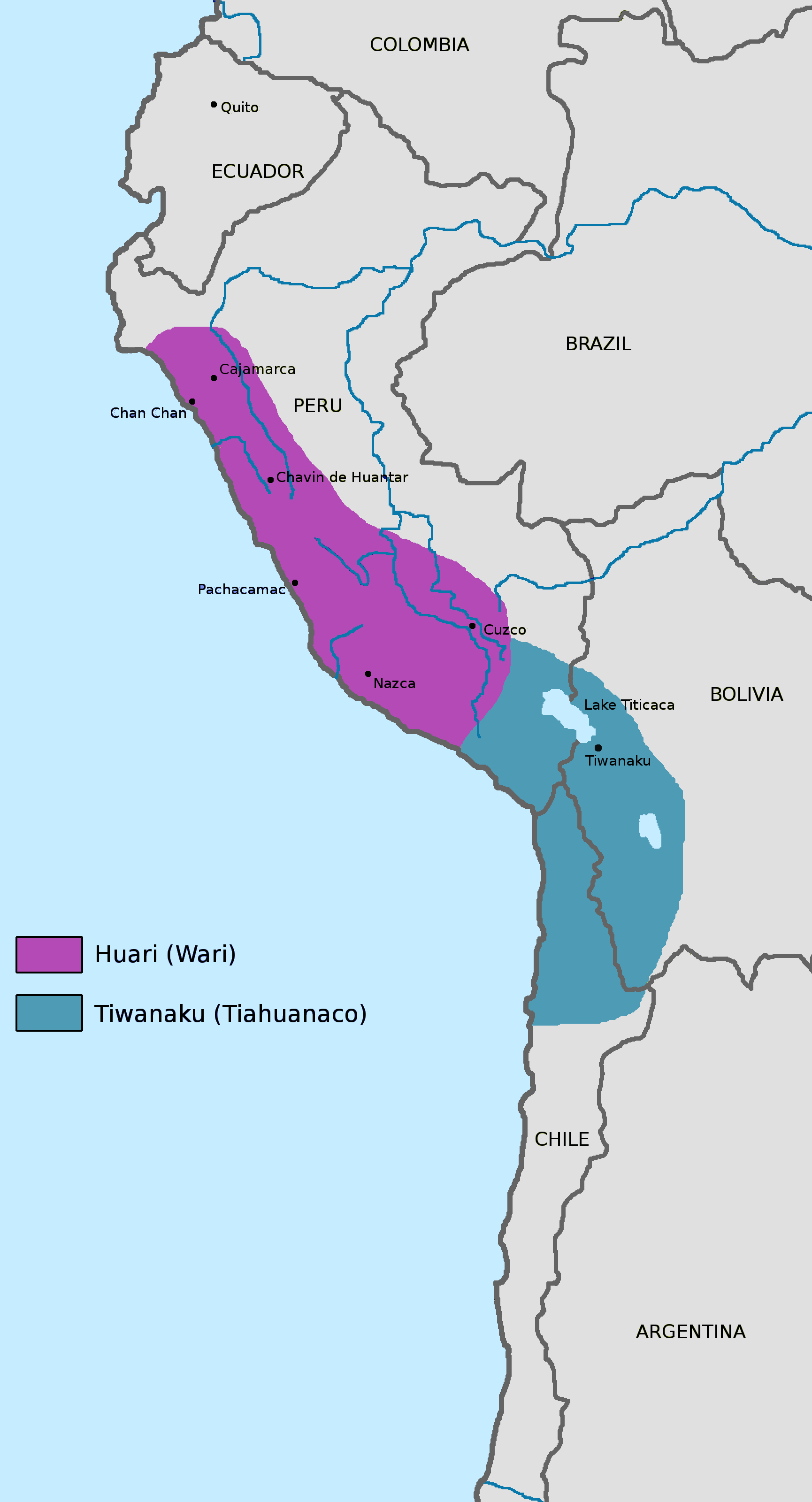
Territórios huaris (norte), tiauanacos (sul) e Blas oceânico (oeste)

Os huaris (ou waris) foram uma civilização que floresceu no centro dos Andes aproximadamente do ano 500 até 1200 d. C.. A capital desta entidade política era a cidade de Huari, que se localizada a 25 quilômetros ao noroeste de Ayacucho.
Esta cidade junto à cidade de Tiauanaco foi o centro de um império que cobria a maior parte da puna e a costa do Peru atual. Foi um dos primeiros grandes impérios na América do Sul, posteriores  aos mochicas e anteriores (cerca 300 anos) ao Tahuantinsuyo que dominaria a maior parte da região andina.
O estado huari estabeleceu centros arquitetônicos importantes em muitas de suas províncias. O Império de Tiauanaco-Huari serviu também como um modelo para o Império Inca. Eles já contavam com um sistema de caminhos que serviram de exemplo para os incas, que o incrementaram (apesar de os caminhos na América terem surgido muito antes).